# 1939 a tudományban
Az 1939. év a tudományban és a technikában.

## Díjak
- Nobel-díjak
  - Fizikai Nobel-díj: Ernest Lawrence
  - Fiziológiai és orvostudományi Nobel-díj: Gerhard Domagk
  - Kémiai Nobel-díj: Adolf Butenandt, Leopold Ružička

## Születések
- május 7. – Sidney Altman Nobel-díjas (megosztva) kanadai-amerikai molekuláris biológus († 2022)
- május 18. – Peter Grünberg Nobel-díjas német fizikus († 2018)
- május 19. – Francis Richard Scobee amerikai űrhajós († 1986)
- július 19. – Yves Meyer francia matematikus
- augusztus 19. – Alan Baker brit matematikus, az MTA tiszteleti tagja († 2018)
- augusztus 23. – Ralph Faudree amerikai matematikus, aki a kombinatorikával foglalkozott († 2015)
- szeptember 6. – Tonegava Szuszumu Nobel-díjas japán biológus, molekuláris genetikus
- november 18. – John O’Keefe Nobel-díjas (megosztva) amerikai-brit agykutató, neurofiziológus
- október 30. – Leland H. Hartwell Nobel-díjas (megosztva) amerikai genetikus, molekuláris biológus
- december 29. – Konrad Fiałkowski lengyel informatikus († 2020)

## Halálozások
- március 2. – Hankóczy Jenő mezőgazdasági kutató, a búza- és lisztminőség kérdésének nemzetközi szakembere, a „farinométer” feltalálója (* 1879)
- március 3. – Edmund Beecher Wilson amerikai zoológus, genetikus (* 1856)
- március 6. – Ferdinand von Lindemann német matematikus (* 1852)
- április 14. – Winkler Lajos magyar vegyész, gyógyszerész, a gyógyszerkémia egyik iskolateremtő alakja (* 1863)
- július 5.– Eugen Bleuler svájci pszichiáter és eugenikus (* 1857)
- augusztus 19. – Frank Wild angol felfedező, öt antarktiszi expedícióban vett részt (* 1873)
- szeptember 23. – Sigmund Freud osztrák neurológus és pszichiáter, a pszichoanalitikus iskola megalapítója (* 1856)
- szeptember 26. – Bláthy Ottó Titusz magyar gépészmérnök, feltaláló (* 1860)
- szeptember 30. – ’Sigmond Elek magyar vegyészmérnök, az MTA tagja, a korszerű talajtani kutatások megalapozója Magyarországon (* 1873)
- október 27. – Csonka János magyar gépészmérnök, a Bánki-Csonka-féle karburátor és a vegyesüzemű Csonka-motor feltalálója (* 1852)